# Siklingerne
I nordisk mytologi var siklingerne en skurkagtig æt. Skáldskaparmál beskriver Snorri Sturluson at ætten nedstammer fra Sigar, som var søn af Halvdan den Gamle
| “ | [...] den niende, Sigaar, hvorfra Siklingerne kommer: dette er Siggeirs æt, som var svigersøn af Vølsungerne,--og Sigarrs æt, der hængte Hagbardr. | ” |

Hversu Noregr byggðist beskriver flere detaljer om Siklinge-ætten, idet den angiver, at Sigar havde to sønner; Siggeir go Sigmund, der havde sønnen Sigar (ham der hængte Hagbard).
Siggeir er gøternes konge, som dræbte Vølsung og størstedelen af hans familie. Den unge Sigar er den, som bortførte Hakes døtre og dræbte en anden ifølge Vølsunga saga og hængte Hagbard ifølge Skáldskaparmál og Gesta Danorum (bog 7). Det sidste mord bliver omtalet i Háleygjatal og Ynglingatal.